# Alexander Tselikov
Alexander Ivanovich Tselikov (em russo:  Александр Иванович Це́ликов; Moscou, 20 de abril de 1904, — Moscou, 28 de outubro de 1984) foi um metalurgista e projetista de máquinas industriais soviético. Foi eleito membro correspondente da Academia de Ciências da União soviética em 1953, e membro pleno em 1964.